# Fuerte (singolo)
Fuerte è il quarto singolo ufficiale di Nelly Furtado estratto dall'album Mi Plan.
Il singolo è stato lanciato il versione "spanglish", ovvero misto inglese e spagnolo. Alla canzone collabora Concha Buika.
Della canzone è stato realizzato anche un video in rotazione dal 22 ottobre 2010.